# Atractus schach
Atractus schach — вид змій родини полозових (Colubridae). Мешкає в Південній Америці.

## Поширення і екологія
Atractus schach мешкають в Гаяні, Суринамі і Французькій Гвіані. Вони живуть у вологих рівнинних тропічних лісах, серед опалого листя. Зустрічаються на висоті до 200 м над рівнем моря. Живляться дощовими черв'яками, дрібними термітами та іншими комахами.